# باندجانبی

قدرت سیگنال رادیویی AM در برابر فرکانس رسم می‌شود. fc فرکانس حامل است، fm حداکثر فرکانس مدولاسیون است

در ارتباطات رادیویی،  گروهی از فرکانس‌های بالاتر یا پایین‌تر از فرکانس حامل، که نتیجه روند مدولاسیون هست باند جانبی نام دارد. باندهای جانبی اطلاعات منتقل شده توسط سیگنال رادیویی را حمل می‌کنند. نوارهای جانبی شامل تمام اجزای طیفی سیگنال مدوله شده به غیر از حامل هستند. اجزای سیگنال بالای فرکانس حامل، باند کناری بالایی (USB) و آنهایی که زیر فرکانس حامل هستند، باند کناری پایین (LSB) را تشکیل می‌دهند. همه اشکال مدولاسیون نوارهای جانبی را تولید می‌کند.